# Boczki-Świdrowo
Boczki-Świdrowo is een plaats in het Poolse district  Grajewski, woiwodschap Podlachië. De plaats maakt deel uit van de gemeente Grajewo en telt 250 inwoners.